# Partit Comunista Treballador de l'Iran
El Partit Comunista Treballador de l'Iran (en persa: حزب کمونیست کارگری ایران) és una organització política clandestina de l'Iran en lluita contra el règim islàmic pel seu enderrocament i per l'establiment d'una república socialista. Té activitat entre treballadors i estudiants. La seva revista es diu “Anternasional” i és setmanal. La joventut publica “Javanan Komonist” també setmanal. El Comitè del Kurdistan publicava Iskra. També s'editen algunes revistes en anglès o farsi.
Es va fundar el 1991 per membres procedents del Partit Comunista de l'Iran sent el principal líder Mansoor Hekmat, mort a l'exili a Londres (de càncer) el 2002. El líder actual és Hamid Taqvaeeie. Té una estació de televisió per satèl·lit anomenada "Canal Nou" que emet principalment en farsi (algunes coses en àzeri i en kurd) les 24 hores del dia. La seva ala juvenil és l'Organització de la Joventut Comunista de l'Iran liderada per Mostafa Saber. El seu Comitè del Kurdistan (Iran) estava dirigit per Mohamed Asangaran i el 2004 va passar al Partit Comunista Treballador de l'Iran-Hekmatista amb la meitat de la resta del Comitè Central, quan dues faccions del partit es van enfrontar i cadascuna va formar un nou partit.
Organitzacions relacionades són:
- La Federació Internacional del Refugiats Iranians coneguda com a “Hambastegi” (Solidaritat) creada abans de la fundació del partit però del que ara és propera.

“Nens Primer Ara” sorgida de “Nens Primer" fundada per Mansoor Hekmat i Soraya Shahabi, que promou els drets dels nens a l'Iran.
- La Societat Marx de Londres, per discussions teòriques, creada després de l'escissió del 2004 del Partit Comunista Treballador de l'Iran-Hekmatista

- Anjomane Zede din (Societat Antireligiosa), grup secularista creada l'agost del 2005, propera al partit.

## Partits Germans
- Partit Esquerrà Comunista Treballador de l'Iraq